# Desa Kalisari (administrativ by i Indonesien, Jawa Tengah, lat -7,39, long 109,11)
Desa Kalisari är en administrativ by i Indonesien.   Den ligger i provinsen Jawa Tengah, i den västra delen av landet, 280 km sydost om huvudstaden Jakarta.